# Rise of the Tomb Raider
Rise of the Tomb Raider — відеогра із серії Tomb Raider, продовження попередньої гри 2013 року. Проєкт анонсували 9 червня 2014 року на виставці E3 2014 в Лос-Анджелесі. Згідно з основною сюжетною лінією, Лара Крофт їде в Росію шукати секрет безсмертя.

## Ігровий процес
У грі Лара вирушить до Сибіру, а також у якусь «оазу». Там вона битиметься з членами ордену — агентами таємної організації «Триніті», а також з різноманітними звірами, в тому числі з ведмедями.
Полюванню у грі відведена особлива роль, одні тварини активні тільки в певний час доби, інші коли починається снігова буря ховаються у нори. На ігровий процес також впливає туман і мряка, які погіршують поле зору для головної героїні та для її противників.
Лара може виготовляти стріли з різноманітними характеристиками, лазити по деревах, плавати під водою, із трав та тканини робити ліки. Для створення спорядження Лара збирає: рослини, мінерали, метали, тканини й шкури. Вона вміє робити лікувальні суміші, пастки, «коктейлі Молотова», мотузки з гаком, отруєні стріли та різні моделі луків.
Бойова система базується на тактиці та не нагадуватиме стелс-екшен. Для полегшення бою з ворогами героїні необхідно використовувати відволікаючі маневри. Попри велику кількість противників, основний ворог Лари — природа, гравцю треба буде остерігатися лавин і снігових бур.
Кількість головоломок у грі збільшиться, а їх складність коливатиметься. «Нам хочеться запропонувати користувачам випробування, і в той же час не заганяти їх у глухий кут. Тому у більшості гробниць потрібно зробити декілька дій, щоб побачити якийсь результат. Вам постійно треба буде взаємодіяти з різними елементами ігрового світу, а не просто втикати в монітор. Розв'язок не лежатиме на поверхні, але комбінації дій в результаті приведуть до очікуваного фіналу — проходу через ті самі двері в кінці кімнати» — розповів креативний директор гри Noah Hughes. Загадки базуються на використанні фізики, а деякі з них будуть багатокрокові. Серед можливих завдань — розшифрування написів на древній мові. Деякі з загадок будуть точними копіями із раніших частин серії. Розробники прагнули максимально органічно вписати головоломки в ігровий світ. Також розробники вдосконалили метод підйому на гори.
Анімація в грі покращиться. Як і раніше, одяг Лари буде рватися і забруднюватися, намокати у воді, а потім висихати. Якщо героїня підійде до вогню, щоб зігрітися, то після повернення до холоду вона зіщулиться, звикаючи до зміни температури. Йдучи через кучугури, Лара залишатиме сліди. За слідами на снігу можна буде вистежувати тварин. В грі буде відсутня функція швидкого переміщення між локаціями. Структурно гра складається з декількох великих локацій, у 2-3 рази більших, ніж у попередній частині. У Rise of the Tomb Raider як і раніше присутні QTE-сцени, але в значно помірнішій кількості.

## Сюжет
Події Rise of the Tomb Raider відбуваються після закінчення історії, описаної в коміксах, а саме Tomb Raider: The Ten Thousand Immortals, в якому Лара старається знайти артефакт, який може зцілити Сем, що помирає від токсичного отруєння. Після подорожі до Яматай, Лара Крофт сподівається знайти місто Кітеж, знаний як «російська Атлантида». Вона прямує до засніженого Сибіру з напарником Джоною Маявою, відомим ще з попередньої частини серії. Лара збирається знайти в міфічному місті секрет безкінечного життя і вічної молодості.

## Розробка
Rise of the Tomb Raider розроблена на базі рушія Foundation. Для гри використана нова технологія захоплення руху — Mova, суть якої зводиться до нанесення на обличчя флюоресцентної маски, яка може містити до 7000 маркерів, на противагу 90-а раніше доступних. Команда розробників обмірковуючи про те, куди закинути Лару у новій частині, хотіли знайти місце, яке б зберегло атмосферу виживання, але зовнішньо відмінне від Яматаї. Тоді Crystal Dynamics дізналися про міф, який пов'язаний із Сибіром — міфічне місто Кітеж. Легенда оповідає про те, що хан Батий хотів захопити місто. Мешканці відмовилися захищатися, а натомість почали молитися, але перед тим як армія загарбників увійшла в Кітеж, місто затонуло у водах озера Светлояр, поховавши із собою стародавні знання та таємниці. За переказами тільки той, хто чистий серцем і душею, може знайти шлях в Кітеж.

## Критика
Rise of the Tomb Raider входила в списки найочікуваніших ігор року. Оглядачі підмітили суперечність в тому, що героїня шукає Кітежград у Сибіру, а озеро Светлояр, у чиїх водах, згідного легенди, зник Кітеж, знаходиться у Нижньогородській області.

## Доповнення
Розробники запланували випустити три доповнення до гри, які будуть доступні безкоштовно власниками сезонної підписки. На церемонії The Game Awards 2015 було продемонстровано дебютний трейлер першого з них — «Baba Yaga: The Temple of the Witch», у якому Ларі Крофт випаде можливість зустрітися з класичним персонажем зі слов'янських народних казок — Бабою-ягою.

## Виноски
1. ↑  Humble Store
2. 1 2 3 4 5 6 7 8 9 10 11 12 13 14  Steam — 2003.
3. 1 2 3 4  Павло Брель. (3 лютого 2015). В Rise of the Tomb Raider Лара Крофт відвідає Сибір (рос.). Ігроманія. Архів оригіналу за 15 лютого 2016. Процитовано 4 лютого 2015.
4. ↑  Ілля Логунов. (12 лютого 2015). Морозний Сибір в Rise of the Tomb Raider відтіняти оазою (рос.). Ігроманія. Архів оригіналу за 15 лютого 2016. Процитовано 17 лютого 2015.
5. 1 2 3 4 5 6  Володимир Горячев. (4 лютого 2015). Нові деталі про Rise of the Tomb Raider — Лара їде до Сибіру (рос.). RiotPixels. Архів оригіналу за 17 лютого 2016. Процитовано 14 червня 2015.
6. 1 2  Лара Крофт вирушає на пошуки Кітежграду (рос.). Lenta.ru. 4 лютого 2015. Архів оригіналу за 20 лютого 2016. Процитовано 11 червня 2015.
7. ↑  В Rise of the Tomb Raider Лара Крофт буде шукати секрет безсмертя в [[Сибір]]у (рос.). PlayGround.ru. 4 лютого 2015. Архів оригіналу за 5 березня 2016. Процитовано 16 червня 2015. {{cite web}}: Назва URL містить вбудоване вікіпосилання (довідка)
8. 1 2  IGN Росія. (12 лютого 2015). Керівник розробки Rise of the Tomb Raider розказав про її геймплей (рос.). IGN. Архів оригіналу за 16 лютого 2016. Процитовано 17 червня 2015.
9. ↑  Олексій Ліхачев. (18 лютого 2015). В Rise of the Tomb Raider додадуть багато комплексних головоломок (рос.). 3DNews Daily Digital Digest. Архів оригіналу за 16 лютого 2016. Процитовано 15 червня 2015.
10. ↑  В Rise of the Tomb Raider буде більше гробниць і головоломок (рос.). PlayGround.ru. 18 лютого 2015. Архів оригіналу за 4 березня 2016. Процитовано 16 червня 2015.
11. 1 2  Юлія Позднякова. (4 лютого 2015). Підкорення Сибіру та інші деталі Rise of the Tomb Raider від Game Informer (рос.). 3DNews Daily Digital Digest. Архів оригіналу за 16 лютого 2016. Процитовано 15 червня 2015.
12. 1 2  Нова інформація про геймплей Rise of the Tomb Raider (рос.). PlayGround.ru. 31 березня 2015. Архів оригіналу за 2 липня 2015. Процитовано 16 червня 2015.
13. ↑  Rise of the Tomb Raider не така холодна, як здається (рос.). PlayGround.ru. 12 лютого 2015. Архів оригіналу за 28 червня 2015. Процитовано 16 червня 2015.
14. ↑  Megan Farokhmanesh. (9 липня 2014). Rise of the Tomb Raider is the sequel to Tomb Raider, coming holiday 2015 (англ.). Polygon. Архів оригіналу за 27 лютого 2016. Процитовано 10 серпня 2014.
15. ↑  Samit Sarkar. (1 липня 2014). 'Tomb Raider: The Ten Thousand Immortals' novel continues reboot's story Oct. 20 (англ.). Polygon. Архів оригіналу за 5 грудня 2015. Процитовано 10 серпня 2014.
16. ↑  Марія Куклева. (29 травня 2015). Розробники Rise of the Tomb Raider розкажуть нові деталі на наступному тижні (рос.). Ігроманія. Архів оригіналу за 15 лютого 2016. Процитовано 12 травня 2015.
17. ↑  Денис Тіхонов. (10 червня 2014). E3 2014: анонсовано дві гри із серії Tomb Raider (рос.). 3DNews Daily Digital Digest. Архів оригіналу за 16 лютого 2016. Процитовано 15 червня 2015.
18. ↑  Emanuel Maiberg. (9 серпня 2014). Rise of the Tomb Raider Will Use Much More Detailed Motion Capture (англ.). GameSpot. Архів оригіналу за 4 березня 2016. Процитовано 11 серпня 2014.
19. ↑  Ben Reeves. (2 вересня 2015). Raiders Of The Lost City – Lara’s Search For Immortality (англ.). Game Informer. Архів оригіналу за 15 березня 2015. Процитовано 18 червня 2015. [Архівовано 2015-03-15 у Wayback Machine.]
20. ↑  Артемій Котов. (29 січня 2015). Найбільш очікувані ігри 2015 року, частина 1 (рос.). Ігроманія. Архів оригіналу за 3 квітня 2016. Процитовано 13 червня 2015.
21. ↑  IGN Росія. (4 лютого 2015). Лара Крофт в Rise of the Tomb Raider поїде до Сибіру (рос.). IGN. Архів оригіналу за 5 березня 2016. Процитовано 17 червня 2015.
22. ↑  Яна Ляснікова. (4 листопада 2015). Не журавлиною єдиною: Росія очима розробників ігор (рос.). Ігроманія. Архів оригіналу за 8 лютого 2016. Процитовано 4 листопада 2015.
23. ↑  Rise of the Tomb Raider: Лара Крофт vs Баба-яга / All Games / GME. gme.ru. Архів оригіналу за 8 грудня 2015. Процитовано 4 грудня 2015. [Архівовано 2015-12-08 у Wayback Machine.]